# Sierra Chica de Zonda
Sierra Chica de Zonda är en bergskedja i Argentina.   Den ligger i provinsen San Juan, i den centrala delen av landet, 1 000 km väster om huvudstaden Buenos Aires.
Sierra Chica de Zonda sträcker sig 26,4 km i nord-sydlig riktning. Den högsta toppen är Cerro La Rinconada, 2 194 meter över havet.
Topografiskt ingår följande toppar i Sierra Chica de Zonda:
- Cerro Bayo
- Cerro La Rinconada
- Cordón de las Lajas

Omgivningarna runt Sierra Chica de Zonda är i huvudsak ett öppet busklandskap. Runt Sierra Chica de Zonda är det ganska tätbefolkat, med 86 invånare per kvadratkilometer.